# Association des professionnels de l'information et de la documentation
L’Association des professionnels de l'information et de la documentation (ADBS) est une association française loi de 1901 créée en 1963 pour regrouper des personnes travaillant dans le domaine de l'information-documentation documentalistes, bibliothécaires. Appelée originellement Association des documentalistes et bibliothécaires spécialisés, elle a changé son nom officiel en 1993 tout en conservant le sigle (ADBS), sous lequel elle était connue. 
Ses missions sont : 
- développer les échanges entre professionnels ;
- promouvoir et défendre la profession ;
- diffuser et développer l'application des nouvelles technologies ;
- contribuer au perfectionnement de ses adhérents par l'organisation de journées d'études et de sessions de formation ;
- réaliser de nombreuses publications.

Elle édite depuis 1964 la revue Documentaliste - Sciences de l'information  (ISSN 0012-4508 et 1777-5868), qui change de nom en 2015 : I2D - Information, données & documents.
Elle propose depuis sa création des formations.
La délégation permanente est basée à Paris, 19 rue Beccaria dans le 12e arrondissement.
En métropole, des bureaux régionaux (Lyon, Marseille, Grenoble, etc.) relaient l'activité de l'association au cœur des régions : formations, échanges, journées d'études, déjeuners de travail, etc.
L'ADBS s'organise également en une quinzaine de groupes soit par secteurs (Santé, Éducation, Culture…), soit par fonctions (Veille ou Taxonomies & Métadonnées).